# Aethecerus placidus
Aethecerus placidus är en stekelart som beskrevs av Wesmael 1845. Aethecerus placidus ingår i släktet Aethecerus och familjen brokparasitsteklar. Arten är reproducerande i Sverige. Inga underarter finns listade i Catalogue of Life.